# Shahpura (Staat)

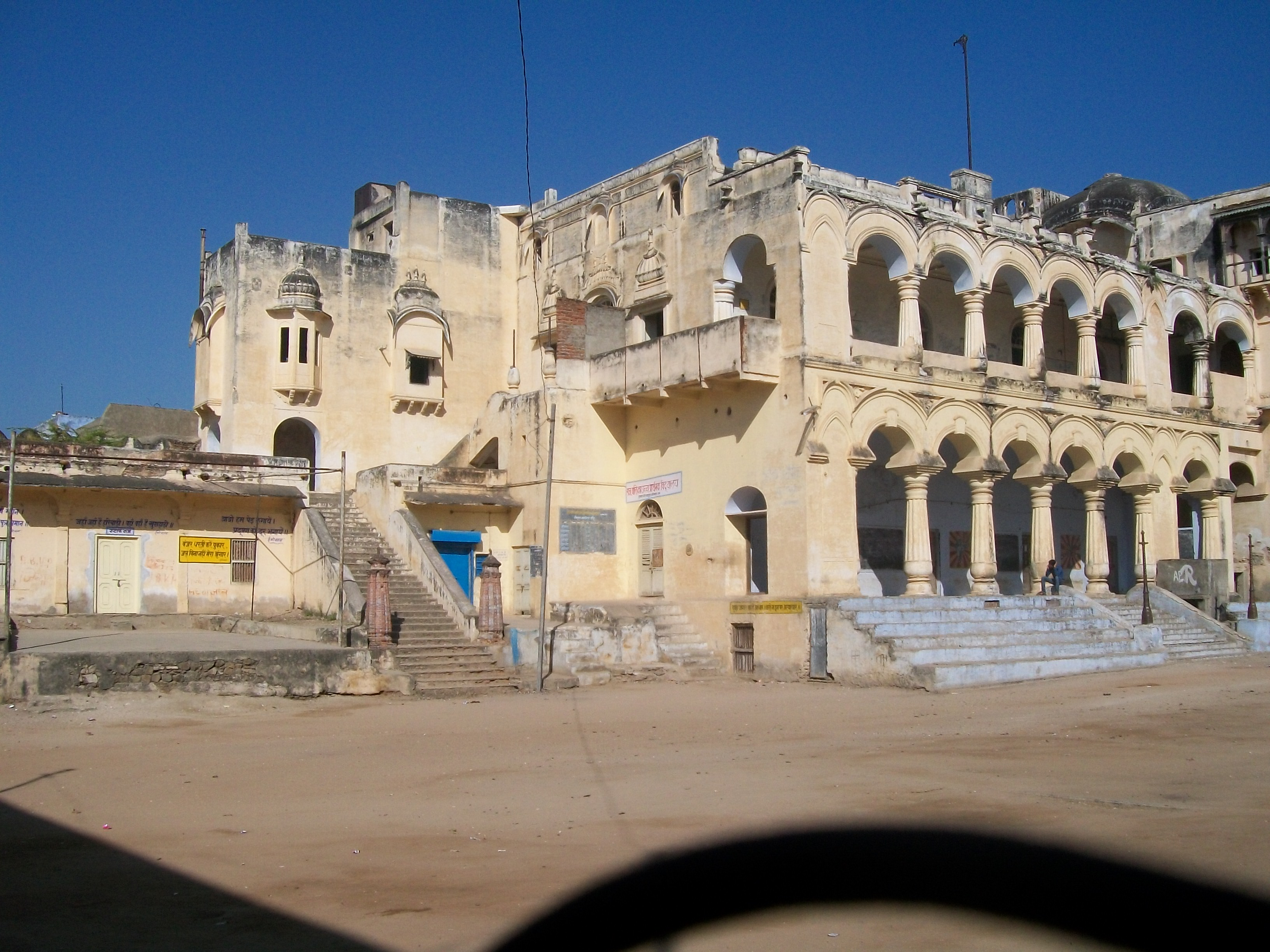
Shahpura Mahal

Shahpura (Thikana) war einer der Fürstenstaaten der Rajputen im heutigen Rajasthan (Britisch-Indien), benannt nach seiner gleichnamigen Hauptstadt.

## Geschichte
Das Fürstentum wurde begründet von Suraj Mal, dem zweiten Sohn des Maharana Amir Singh I. von Mewar (Udaipur), dem der Großmogul für erwiesene Kriegsdienste 1629 den Distrikt Phoona überließ. Seine Nachkommen führten seit 1769 den Titel Raja, seit 1802 Rajadhiraja.
Nach den Marathenkriegen wurde Shahpura britisches Protektorat (bis 1947). Es hatte 1941 eine Fläche von 1050 km² und 55.000 Einwohner. Am 25. März 1948 erfolgte der Beitritt zur Union von Rajasthan, am 7. April 1949 der Anschluss an Indien und am 1. November 1956 die Auflösung des Fürstenstaats.
Shahpura errichtete wahrscheinlich in den 1870er Jahren eine eigene Staatspost. Zwischen 1914 und 1928 erfolgte die Ausgabe sehr einfach gestalteter Briefmarken. Ab den frühen 1930er Jahren wurden statt Briefmarken Stempelmarken zur Frankatur verwendet. Nach dem Beitritt zur Union von Rajasthan erhielten die Stempelmarken einen blauen Handstempel-Aufdruck; der Postdienst wurde am 1. April 1950 eingestellt. Die Existenz des Postdienstes geriet in Vergessenheit und wurde erst 1962 durch einen Artikel in der Zeitschrift India Post des India Study Circles, eines philatelistischen Arbeitskreises zur Erforschung der indischen Post, wieder bekannt.